# Pizzo d'Evigno
Il Pizzo d'Evigno  o Monte Torre (989 m s.l.m.) è una montagna situata in Liguria, tra le province di Imperia e di Savona. 

## Descrizione

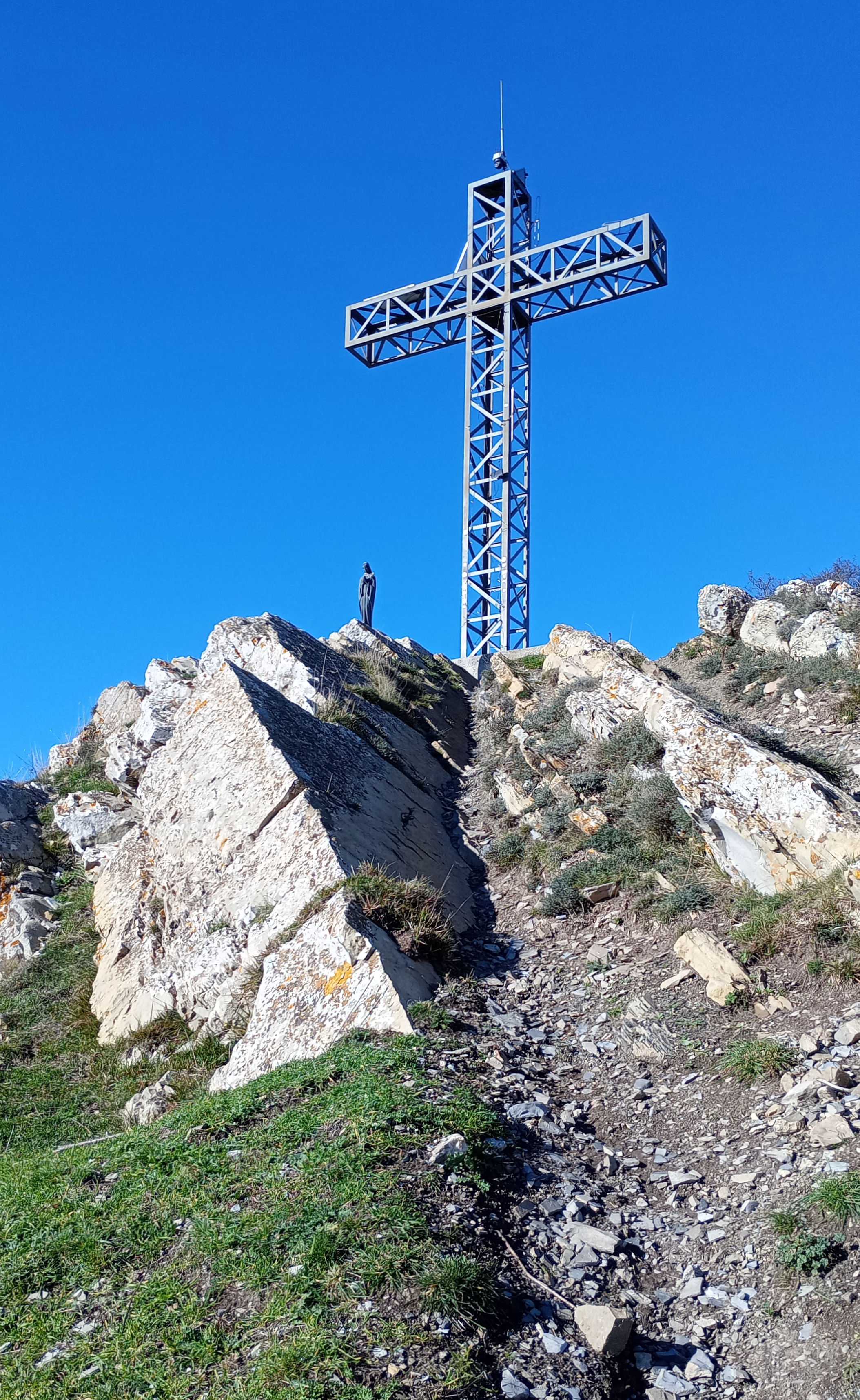
La croce di vetta

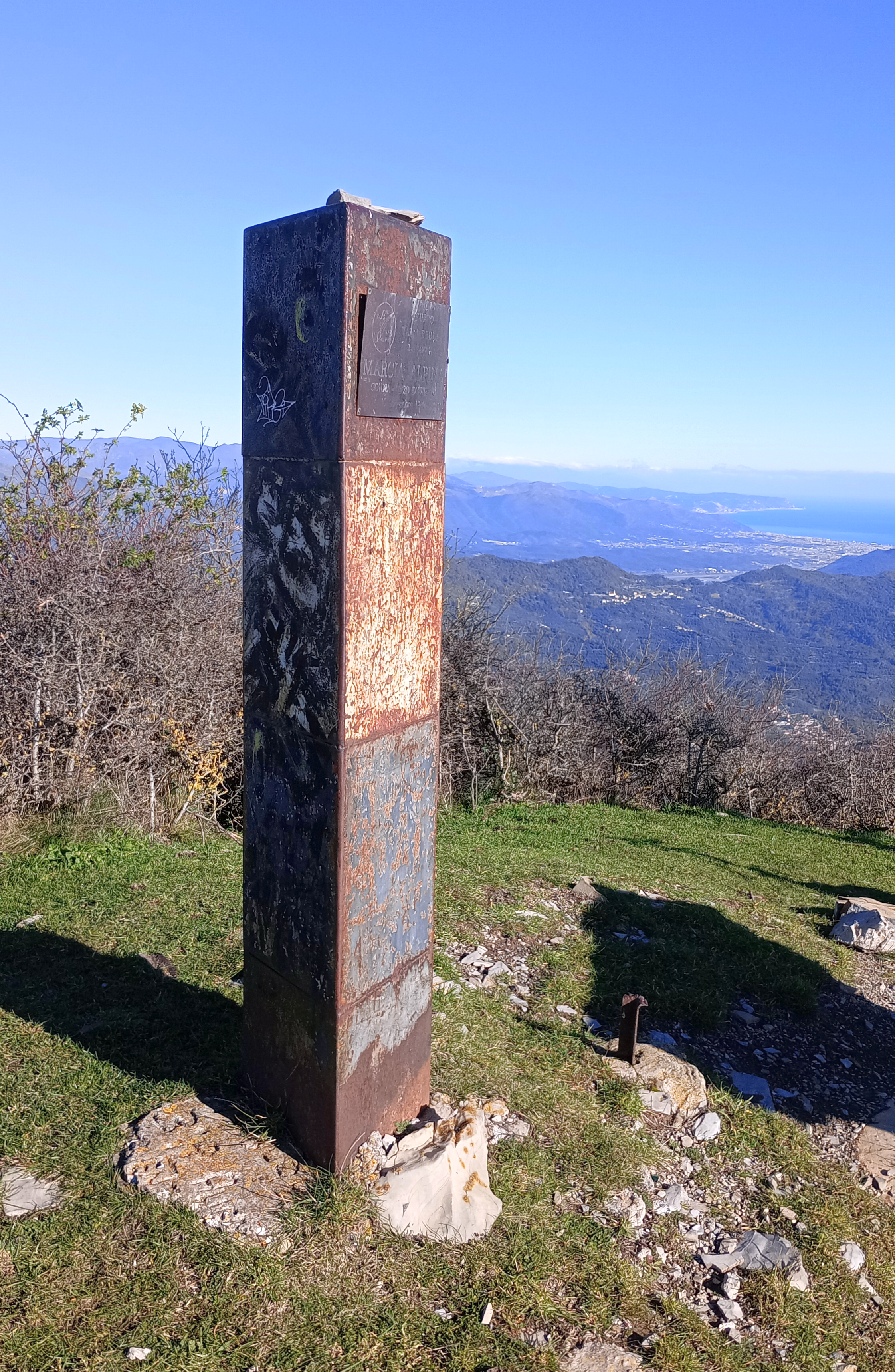
Il pilastrino geodetico sulla cima

Il Pizzo d'Evigno è noto per la sua flora variegata, che comprende una vasta gamma di specie di piante, alcune delle quali sono endemiche della zona. Il territorio circostante è caratterizzato da boschi di querce e castagni, oltre a praterie alpine che diventano particolarmente suggestive durante la primavera e l'estate, quando fioriscono numerose specie floreali. Con i suoi 364 metri di prominenza topografica, è una delle cime più prominenti delle Alpi Liguri. La montagna offre panorami sulla costa ligure, sulle Alpi Marittime e, nelle giornate limpide, si può scorgere anche la Corsica.

## Accesso alla cima
Si può salire al monte Torre seguendo il sentiero che, partendo dal Passo del Ginestro, si tiene nei pressi del crinale Steria/Merula e che scavalca il Pizzo Montin. Si tratta di un percorso escursionistico di difficoltà E.

## Tutela naturalistica
Il monte fa parte del  sito di interesse comunitario istituito dalla Regione Liguria denominato Pizzo d'Evigno e designato anche come Zona Speciale di Conservazione.